# Tanytarsus nilobius
Tanytarsus nilobius är en tvåvingeart som beskrevs av Jean-Jacques Kieffer 1923. Tanytarsus nilobius ingår i släktet Tanytarsus och familjen fjädermyggor.
Artens utbredningsområde är Sudan. Inga underarter finns listade i Catalogue of Life.